# Les Années sandwiches
Pour l’article ayant un titre homophone, voir Les Années-sandwiches.

Les Années sandwiches est un film français réalisé par Pierre Boutron, sorti en 1988.

## Synopsis
L’histoire se passe en 1947. Victor, issu d'une famille juive d'origine polonaise, vient de faire une fugue. Recueilli chez les Roussel à la campagne pendant la guerre alors que ses parents avaient été curieusement embarqués dans un bus avec tant d'autres, il décide d'échapper à la volonté des Roussel qui s'apprêtaient à l'envoyer en Palestine. Les destins de Félix et Victor vont se croiser gare d'Austerlitz. Les liens qui vont se nouer entre ces deux garçons les conduiront, à leur insu, vers leur destinée future. Et tandis que Félix et Victor vont avoir l'impression qu'une véritable amitié naît entre eux, leur histoire commune va démontrer progressivement et imperceptiblement le contraire. Plus ils se lieront d'amitié et moins ils s'apercevront que la vie est en train de les mettre dos à dos, malgré eux, et pour le reste de leur existence.

## Fiche technique
- Titre : Les Années sandwiches
- Réalisation : Pierre Boutron
- Scénario : Pierre Boutron et Jean-Claude Grumberg d'après le roman Les Années-sandwiches de Serge Lentz
- Musique : Roland Romanelli
- Photographie : Dominique Brabant
- Pays de production : France
- Format : Couleurs - Son monophonique
- Genre : drame
- Durée : 100 minutes
- Date de sortie : 
  - France : 13 avril 1988

## Distribution
- Wojciech Pszoniak : Max
- Thomas Langmann : Victor
- Nicolas Giraudi : Félix
- Michel Aumont : Oncle Jean
- Clovis Cornillac : Bouboule
- Patrick Chesnais : Arnaud
- Philippe Khorsand : Sammy
- Hélène Arié : La mère de Félix
- François Perrot : Félix adulte
- Roger Dumas : L'homme au chien
- Madeleine Cheminat : La vieille dame
- Juliette Degenne : Odette
- Philippe Brigaud : le médecin de l'oncle Jean
- Nicole Dubois : l'infirmière
- Jean-Claude Grumberg : Victor adulte
- Pierre Londiche : le père de Félix
- Michèle Simonnet : la concierge
- Dominique Lavanant : l'acheteuse de bas nylon
- Nicole Desailly
- Sylvie Flepp
- Bruce Johnson
- Annie Mercier
- Jacques Rousselot
- Luc Thuillier

## Distinctions
- Thomas Langmann est nommé aux Césars dans la catégorie meilleur jeune espoir masculin[1].